# リュドミラ・ブラギナ
リュドミラ・ブラギナ (ロシア語: Людмила Ивановна Брагина、1943年7月24日 - )は、ソビエト連邦のロシア・ソビエト連邦社会主義共和国エカテリンブルク出身の元陸上競技選手である。ブラギナは、1972年ミュンヘンオリンピックでは予選から決勝まで3回連続して世界新記録を樹立して金メダルを獲得した。決勝の記録は4分01秒38であった。
この年の7月にも世界記録を樹立しており、1500mでは4回、また、3000mでも1972年から1976年の間に3回の世界記録を樹立している。
また、1972年には、ソ連から労働赤旗勲章を受章している。